# Liste der Nummer-eins-Hits in Kanada (2020)
Dies ist eine Liste der Nummer-eins-Hits in Kanada im Jahr 2020. Die basiert auf den offiziellen Top-20-Album- und -Trackcharts von Music Canada im Auftrag der kanadischen Vertretung der IFPI.

## Singles
| ← 2019 ← | Liste der Nummer-eins-Hits in Kanada | Liste der Nummer-eins-Hits in Kanada | Liste der Nummer-eins-Hits in Kanada | 2021 → |
| \| Zeitraum \| Wo. ges. \| Interpret \| Titel Autor(en) \| Zusätzliche Informationen \| \| (Zeitraum, Wochen auf Platz eins, Interpret, Titel, Autor[en], zusätzliche Informationen) \| \| \| \| \| \| ----------------------------------------------------------------------------------------- \| -------- \| ----------------------------- \| ----------------------------------------------------------------------------------------------------------------------------------------------------- \| ------------------------------------------------------------------------------------------------------------------------------------------------------------------------------------------------------------------------------- \| \| 18. November 2019 – 23. Februar 2020 14 Wochen (insgesamt 18) \| 18 \| Tones and I \| Dance Monkey Toni Watson \| – \| \| 24. Februar 2020 – 1. März 2020 1 Woche \| 1 \| Billie Eilish \| No Time to Die Finneas Baird O’Connell, Billie Eilish O’Connell \| – \| \| 2. März 2020 – 8. März 2020 1 Woche (insgesamt 18) \| 18 \| Tones and I \| Dance Monkey Toni Watson \| – \| \| 9. März 2020 – 15. März 2020 1 Woche \| 1 \| Lady Gaga \| Stupid Love Max Martin, Stefani Germanotta, Ely Rise, Michael Tucker, Martin Joseph Leonard Bresso \| – \| \| 16. März 2020 – 5. April 2020 3 Wochen (insgesamt 18) \| 18 \| Tones and I \| Dance Monkey Toni Watson \| – \| \| 6. April 2020 – 12. April 2020 1 Woche (insgesamt 4) \| 4 \| The Weeknd \| Blinding Lights Ahmad Balshe, Oscar Thomas Holter, Max Martin, Jason Matthew Quenneville, Abel Tesfaye \| – \| \| 13. April 2020 – 19. April 2020 1 Woche \| 1 \| Drake \| Toosie Slide Aubrey Graham, Ozan Yildirim \| – \| \| 20. April 2020 – 3. Mai 2020 2 Wochen (insgesamt 4) \| 4 \| The Weeknd \| Blinding Lights Ahmad Balshe, Oscar Thomas Holter, Max Martin, Jason Matthew Quenneville, Abel Tesfaye \| – \| \| 4. Mai 2020 – 10. Mai 2020 1 Woche \| 1 \| ArtistsCAN \| Lean on Me Bill Withers \| – \| \| 11. Mai 2020 – 17. Mai 2020 1 Woche \| 1 \| Luke Combs \| Six Feet Apart Robert Francis Snyder Jr., Brent Patrick Cobb, Luke Albert Combs \| Der Song ist der Beitrag des US-Countrymusikers zur Corona-Pandemie und spielt auf das „social distancing“ sowohl räumlich (6 Feet sind ungefähr 1,80 m) als auch sozial an.[1] In den USA stieg das Lied nur auf Platz 58 ein. \| \| 18. Mai 2020 – 24. Mai 2020 1 Woche \| 1 \| Ariana Grande & Justin Bieber \| Stuck with U Skyler Stonestreet, Scooter Braun, Justin Drew Bieber, Ariana Grande, Whitney Lauren Phillips, Gian Michael Stone, Freddy Wexler \| – \| \| 25. Mai 2020 – 31. Mai 2020 1 Woche (insgesamt 4) \| 4 \| Saint Jhn \| Roses Steven Gregory Drozd, Michael Lee Ivins, Wayne Michael Coyne, Carlos St. John, Lee Stashenko \| – \| \| 1. Juni 2020 – 7. Juni 2020 1 Woche \| 1 \| Lady Gaga & Ariana Grande \| Rain on Me Rami Yacoub, Stefani Germanotta, Alexander Ridha, Matthew Burns, Ariana Grande, Michael Tucker, Nija Charles, Martin Joseph Leonard Bresso \| – \| \| 8. Juni 2020 – 21. Juni 2020 2 Wochen (insgesamt 4) \| 4 \| Saint Jhn \| Roses Steven Gregory Drozd, Michael Lee Ivins, Wayne Michael Coyne, Carlos St. John, Lee Stashenko \| – \| \| 22. Juni 2020 – 28. Juni 2020 1 Woche \| 1 \| 6ix9ine & Nicki Minaj \| Trollz Andrew Green, Jahnei Julian Clarke, Daniel Hernandez, Onika Tanya Maraj, Jeremiah James Raisen, Aaron Clarke \| – \| \| 29. Juni 2020 – 5. Juli 2020 1 Woche (insgesamt 4) \| 4 \| Saint Jhn \| Roses Steven Gregory Drozd, Michael Lee Ivins, Wayne Michael Coyne, Carlos St. John, Lee Stashenko \| – \| \| 6. Juli 2020 – 30. August 2020 8 Wochen (insgesamt 12) \| 12 \| Jawsh 685 & Jason Derulo \| Savage Love (Laxed – Siren Beat) Jacob Kasher Hindlin, Jason Joe Desrouleaux, Philippe Henri Greiss, Joshua Christian Nanai \| – \| \| 31. August 2020 – 13. September 2020 2 Wochen \| 2 \| BTS \| Dynamite Jessica Agombar, David Alexander Stewart \| – \| \| 14. September 2020 – 27. September 2020 2 Wochen (insgesamt 12) \| 12 \| Jawsh 685 & Jason Derulo \| Savage Love (Laxed – Siren Beat) Jacob Kasher Hindlin, Jason Joe Desrouleaux, Philippe Henri Greiss, Joshua Christian Nanai \| – \| \| 28. September 2020 – 4. Oktober 2020 1 Woche \| 1 \| Keith Urban Duet with Pink \| One Too Many Mich Hedin Hansen, Daniel Davidsen, Peter Wallevik, Cleo Tighe, Boy Matthews \| – \| \| 5. Oktober 2020 – 18. Oktober 2020 2 Wochen (insgesamt 12) \| 12 \| Jawsh 685 & Jason Derulo \| Savage Love (Laxed – Siren Beat) Jacob Kasher Hindlin, Jason Joe Desrouleaux, Philippe Henri Greiss, Joshua Christian Nanai \| – \| \| 19. Oktober 2020 – 25. Oktober 2020 1 Woche \| 1 \| Fleetwood Mac \| Dreams Stephanie Nicks \| – \| \| 26. Oktober 2020 – 1. November 2020 1 Woche (insgesamt 2) \| 2 \| Justin Bieber & Benny Blanco \| Lonely Finneas Baird O’Connell, Justin Bieber, Benjamin Joseph Levin \| – \| \| 2. November 2020 – 8. November 2020 1 Woche \| 1 \| Luke Combs \| Forever After All Drew Parker, Robert Steven Williford, Luke Albert Combs \| – \| \| 9. November 2020 – 15. November 2020 1 Woche (insgesamt 2) \| 2 \| Justin Bieber & Benny Blanco \| Lonely Finneas Baird O’Connell, Justin Bieber, Benjamin Joseph Levin \| – \| \| 16. November 2020 – 22. November 2020 1 Woche \| 1 \| 24kGoldn feat. Iann Dior \| Mood Keegan C. Bach, Omer Fedi, Golden Landis von Jones, Michael Olmo, Blake Slatkin \| – \| \| 23. November 2020 – 29. November 2020 1 Woche (insgesamt 2) \| 2 \| Billie Eilish \| Therefore I Am Finneas Baird O’Connell, Billie Eilish O’Connell \| – \| \| 30. November 2020 – 6. Dezember 2020 1 Woche \| 1 \| Shawn Mendes & Justin Bieber \| Monster Mustafa Ahmend, Justin Bieber, Shawn Mendes, Adam King Feeney, Ashton D. Simmonds \| – \| \| 7. Dezember 2020 – 13. Dezember 2020 1 Woche (insgesamt 2) \| 2 \| Billie Eilish \| Therefore I Am Finneas Baird O’Connell, Billie Eilish O’Connell \| – \| \| 14. Dezember 2020 – 20. Dezember 2020 1 Woche \| 1 \| Mariah Carey \| All I Want for Christmas Is You Walter N. Afanasieff, Mariah Carey \| – \| \| 21. Dezember 2020 – 27. Dezember 2020 1 Woche \| 1 \| Taylor Swift \| Willow Taylor A. Swift, Aaron Brooking Dessner \| – \| \| 28. Dezember 2020 – 10. Januar 2021 2 Wochen \| 2 \| Ed Sheeran \| Afterglow Fred Gibson, David Hodges, Edward Christopher Sheeran \| – \| |                                      |                                      | | |
| ← 2019 |                                      |                                      | | → 2021 → |
| Zeitraum | Wo. ges.                             | Interpret                            | Titel Autor(en) | Zusätzliche Informationen |
| (Zeitraum, Wochen auf Platz eins, Interpret, Titel, Autor[en], zusätzliche Informationen) |                                      |                                      | | |
| 18. November 2019 – 23. Februar 2020 14 Wochen (insgesamt 18) | 18                                   | Tones and I                          | Dance Monkey Toni Watson | – |
| 24. Februar 2020 – 1. März 2020 1 Woche | 1                                    | Billie Eilish                        | No Time to Die Finneas Baird O’Connell, Billie Eilish O’Connell                                                                                       | – |
| 2. März 2020 – 8. März 2020 1 Woche (insgesamt 18) | 18                                   | Tones and I                          | Dance Monkey Toni Watson | – |
| 9. März 2020 – 15. März 2020 1 Woche | 1                                    | Lady Gaga                            | Stupid Love Max Martin, Stefani Germanotta, Ely Rise, Michael Tucker, Martin Joseph Leonard Bresso                                                    | – |
| 16. März 2020 – 5. April 2020 3 Wochen (insgesamt 18) | 18                                   | Tones and I                          | Dance Monkey Toni Watson | – |
| 6. April 2020 – 12. April 2020 1 Woche (insgesamt 4) | 4                                    | The Weeknd                           | Blinding Lights Ahmad Balshe, Oscar Thomas Holter, Max Martin, Jason Matthew Quenneville, Abel Tesfaye                                                | – |
| 13. April 2020 – 19. April 2020 1 Woche | 1                                    | Drake                                | Toosie Slide Aubrey Graham, Ozan Yildirim | – |
| 20. April 2020 – 3. Mai 2020 2 Wochen (insgesamt 4) | 4                                    | The Weeknd                           | Blinding Lights Ahmad Balshe, Oscar Thomas Holter, Max Martin, Jason Matthew Quenneville, Abel Tesfaye                                                | – |
| 4. Mai 2020 – 10. Mai 2020 1 Woche | 1                                    | ArtistsCAN                           | Lean on Me Bill Withers | – |
| 11. Mai 2020 – 17. Mai 2020 1 Woche | 1                                    | Luke Combs                           | Six Feet Apart Robert Francis Snyder Jr., Brent Patrick Cobb, Luke Albert Combs                                                                       | Der Song ist der Beitrag des US-Countrymusikers zur Corona-Pandemie und spielt auf das „social distancing“ sowohl räumlich (6 Feet sind ungefähr 1,80 m) als auch sozial an. In den USA stieg das Lied nur auf Platz 58 ein. |
| 18. Mai 2020 – 24. Mai 2020 1 Woche | 1                                    | Ariana Grande & Justin Bieber        | Stuck with U Skyler Stonestreet, Scooter Braun, Justin Drew Bieber, Ariana Grande, Whitney Lauren Phillips, Gian Michael Stone, Freddy Wexler         | – |
| 25. Mai 2020 – 31. Mai 2020 1 Woche (insgesamt 4) | 4                                    | Saint Jhn                            | Roses Steven Gregory Drozd, Michael Lee Ivins, Wayne Michael Coyne, Carlos St. John, Lee Stashenko                                                    | – |
| 1. Juni 2020 – 7. Juni 2020 1 Woche | 1                                    | Lady Gaga & Ariana Grande            | Rain on Me Rami Yacoub, Stefani Germanotta, Alexander Ridha, Matthew Burns, Ariana Grande, Michael Tucker, Nija Charles, Martin Joseph Leonard Bresso | – |
| 8. Juni 2020 – 21. Juni 2020 2 Wochen (insgesamt 4) | 4                                    | Saint Jhn                            | Roses Steven Gregory Drozd, Michael Lee Ivins, Wayne Michael Coyne, Carlos St. John, Lee Stashenko                                                    | – |
| 22. Juni 2020 – 28. Juni 2020 1 Woche | 1                                    | 6ix9ine & Nicki Minaj                | Trollz Andrew Green, Jahnei Julian Clarke, Daniel Hernandez, Onika Tanya Maraj, Jeremiah James Raisen, Aaron Clarke                                   | – |
| 29. Juni 2020 – 5. Juli 2020 1 Woche (insgesamt 4) | 4                                    | Saint Jhn                            | Roses Steven Gregory Drozd, Michael Lee Ivins, Wayne Michael Coyne, Carlos St. John, Lee Stashenko                                                    | – |
| 6. Juli 2020 – 30. August 2020 8 Wochen (insgesamt 12) | 12                                   | Jawsh 685 & Jason Derulo             | Savage Love (Laxed – Siren Beat) Jacob Kasher Hindlin, Jason Joe Desrouleaux, Philippe Henri Greiss, Joshua Christian Nanai                           | – |
| 31. August 2020 – 13. September 2020 2 Wochen | 2                                    | BTS                                  | Dynamite Jessica Agombar, David Alexander Stewart | – |
| 14. September 2020 – 27. September 2020 2 Wochen (insgesamt 12) | 12                                   | Jawsh 685 & Jason Derulo             | Savage Love (Laxed – Siren Beat) Jacob Kasher Hindlin, Jason Joe Desrouleaux, Philippe Henri Greiss, Joshua Christian Nanai                           | – |
| 28. September 2020 – 4. Oktober 2020 1 Woche | 1                                    | Keith Urban Duet with Pink           | One Too Many Mich Hedin Hansen, Daniel Davidsen, Peter Wallevik, Cleo Tighe, Boy Matthews                                                             | – |
| 5. Oktober 2020 – 18. Oktober 2020 2 Wochen (insgesamt 12) | 12                                   | Jawsh 685 & Jason Derulo             | Savage Love (Laxed – Siren Beat) Jacob Kasher Hindlin, Jason Joe Desrouleaux, Philippe Henri Greiss, Joshua Christian Nanai                           | – |
| 19. Oktober 2020 – 25. Oktober 2020 1 Woche | 1                                    | Fleetwood Mac                        | Dreams Stephanie Nicks | – |
| 26. Oktober 2020 – 1. November 2020 1 Woche (insgesamt 2) | 2                                    | Justin Bieber & Benny Blanco         | Lonely Finneas Baird O’Connell, Justin Bieber, Benjamin Joseph Levin                                                                                  | – |
| 2. November 2020 – 8. November 2020 1 Woche | 1                                    | Luke Combs                           | Forever After All Drew Parker, Robert Steven Williford, Luke Albert Combs                                                                             | – |
| 9. November 2020 – 15. November 2020 1 Woche (insgesamt 2) | 2                                    | Justin Bieber & Benny Blanco         | Lonely Finneas Baird O’Connell, Justin Bieber, Benjamin Joseph Levin                                                                                  | – |
| 16. November 2020 – 22. November 2020 1 Woche | 1                                    | 24kGoldn feat. Iann Dior             | Mood Keegan C. Bach, Omer Fedi, Golden Landis von Jones, Michael Olmo, Blake Slatkin                                                                  | – |
| 23. November 2020 – 29. November 2020 1 Woche (insgesamt 2) | 2                                    | Billie Eilish                        | Therefore I Am Finneas Baird O’Connell, Billie Eilish O’Connell                                                                                       | – |
| 30. November 2020 – 6. Dezember 2020 1 Woche | 1                                    | Shawn Mendes & Justin Bieber         | Monster Mustafa Ahmend, Justin Bieber, Shawn Mendes, Adam King Feeney, Ashton D. Simmonds                                                             | – |
| 7. Dezember 2020 – 13. Dezember 2020 1 Woche (insgesamt 2) | 2                                    | Billie Eilish                        | Therefore I Am Finneas Baird O’Connell, Billie Eilish O’Connell                                                                                       | – |
| 14. Dezember 2020 – 20. Dezember 2020 1 Woche | 1                                    | Mariah Carey                         | All I Want for Christmas Is You Walter N. Afanasieff, Mariah Carey                                                                                    | – |
| 21. Dezember 2020 – 27. Dezember 2020 1 Woche | 1                                    | Taylor Swift                         | Willow Taylor A. Swift, Aaron Brooking Dessner | – |
| 28. Dezember 2020 – 10. Januar 2021 2 Wochen | 2                                    | Ed Sheeran                           | Afterglow Fred Gibson, David Hodges, Edward Christopher Sheeran                                                                                       | – |

## Alben
| ← 2019 ← | Liste der Nummer-eins-Hits in Kanada | Liste der Nummer-eins-Hits in Kanada | Liste der Nummer-eins-Hits in Kanada | 2021 →                    |
| \| Zeitraum \| Wo. ges. \| Interpret \| Titel \| Zusätzliche Informationen \| \| (Zeitraum, Wochen auf Platz eins, Interpret, Titel, zusätzliche Informationen) \| \| \| \| \| \| ------------------------------------------------------------------------------ \| -------- \| ----------------------------- \| --------------------------- \| ------------------------- \| \| 30. Dezember 2019 – 5. Januar 2020 1 Woche (insgesamt 2) \| 2 \| Leonard Cohen \| Thanks for the Dance \| – \| \| 6. Januar 2020 – 12. Januar 2020 1 Woche \| 1 \| Travis Scott & Jackboys \| Jackboys \| – \| \| 13. Januar 2020 – 19. Januar 2020 1 Woche (insgesamt 2) \| 2 \| Harry Styles \| Fine Line \| – \| \| 20. Januar 2020 – 26. Januar 2020 1 Woche \| 1 \| Selena Gomez \| Rare \| – \| \| 27. Januar 2020 – 9. Februar 2020 2 Wochen \| 2 \| Eminem \| Music to Be Murdered By \| – \| \| 10. Februar 2020 – 16. Februar 2020 1 Woche \| 1 \| Lil Wayne \| Funeral \| – \| \| 17. Februar 2020 – 23. Februar 2020 1 Woche \| 1 \| Green Day \| Father of All Motherfuckers \| – \| \| 24. Februar 2020 – 1. März 2020 1 Woche \| 1 \| Justin Bieber \| Changes \| – \| \| 2. März 2020 – 8. März 2020 1 Woche \| 1 \| BTS \| Map of the Soul : 7 \| – \| \| 9. März 2020 – 22. März 2020 2 Wochen \| 2 \| James Taylor \| American Standard \| – \| \| 23. März 2020 – 29. März 2020 1 Woche \| 1 \| 2 Frères \| À tous les vents \| – \| \| 30. März 2020 – 5. April 2020 1 Woche \| 1 \| The Weeknd \| After Hours \| – \| \| 6. April 2020 – 19. April 2020 2 Wochen \| 2 \| Pearl Jam \| Gigaton \| – \| \| 20. April 2020 – 26. April 2020 1 Woche \| 1 \| The Strokes \| The New Abnormal \| – \| \| 27. April 2020 – 3. Mai 2020 1 Woche \| 1 \| Fiona Apple \| Fetch the Bolt Cutters \| – \| \| 4. Mai 2020 – 10. Mai 2020 1 Woche \| 1 \| Trivium \| What the Dead Men Say \| – \| \| 11. Mai 2020 – 17. Mai 2020 1 Woche \| 1 \| Kenny Chesney \| Here and Now \| – \| \| 18. Mai 2020 – 24. Mai 2020 1 Woche \| 1 \| Nav \| Good Intentions \| – \| \| 25. Mai 2020 – 31. Mai 2020 1 Woche \| 1 \| Jason Isbell and the 400 Unit \| Reunions \| – \| \| 1. Juni 2020 – 7. Juni 2020 1 Woche \| 1 \| Agust D \| D-2 \| – \| \| 8. Juni 2020 – 28. Juni 2020 3 Wochen \| 3 \| Lady Gaga \| Chromatica \| – \| \| 29. Juni 2020 – 5. Juli 2020 1 Woche \| 1 \| Lamb of God \| Lamb of God \| – \| \| 6. Juli 2020 – 12. Juli 2020 1 Woche \| 1 \| Corb Lund \| Agricultural Tragic \| – \| \| 13. Juli 2020 – 19. Juli 2020 1 Woche \| 1 \| Alexandra Stréliski \| Inscape \| – \| \| 20. Juli 2020 – 26. Juli 2020 1 Woche \| 1 \| Juice Wrld \| Legends Never Die \| – \| \| 27. Juli 2020 – 2. August 2020 1 Woche \| 1 \| The Chicks \| Gaslighter \| – \| \| 3. August 2020 – 13. September 2020 6 Wochen \| 6 \| Taylor Swift \| Folklore \| – \| \| 14. September 2020 – 20. September 2020 1 Woche \| 1 \| 6ix9ine \| Tattletales \| – \| \| 21. September 2020 – 27. September 2020 1 Woche \| 1 \| Marilyn Manson \| We Are Chaos \| – \| \| 28. September 2020 – 4. Oktober 2020 1 Woche \| 1 \| Alicia Keys \| Alicia \| – \| \| 5. Oktober 2020 – 11. Oktober 2020 1 Woche \| 1 \| Machine Gun Kelly \| Tickets to My Downfall \| – \| \| 12. Oktober 2020 – 25. Oktober 2020 2 Wochen \| 2 \| Daniel Belanger \| Travelling \| – \| \| 26. Oktober 2020 – 1. November 2020 1 Woche \| 1 \| Gord Downie \| Away Is Mine \| – \| \| 2. November 2020 – 8. November 2020 1 Woche \| 1 \| Bruce Springsteen \| Letter to You \| – \| \| 9. November 2020 – 15. November 2020 1 Woche \| 1 \| Ariana Grande \| Positions \| – \| \| 16. November 2020 – 22. November 2020 1 Woche \| 1 \| Marc Hervieux \| Nostalgia \| – \| \| 23. November 2020 – 29. November 2020 1 Woche (insgesamt 2) \| 2 \| AC/DC \| Power Up \| – \| \| 30. November 2020 – 6. Dezember 2020 1 Woche \| 1 \| BTS \| Be \| – \| \| 7. Dezember 2020 – 13. Dezember 2020 1 Woche (insgesamt 2) \| 2 \| AC/DC \| Power Up \| – \| \| 14. Dezember 2020 – 20. Dezember 2020 1 Woche \| 1 \| Shawn Mendes \| Wonder \| – \| \| 21. Dezember 2020 – 27. Dezember 2020 1 Woche (insgesamt 4) \| 4 \| Taylor Swift \| Evermore \| – \| \| 28. Dezember 2020 – 3. Januar 2021 1 Woche \| 1 \| Paul McCartney \| Paul McCartney III \| – \| |                                      |                                      |                                      |                           |
| ← 2019 |                                      |                                      |                                      | → 2021 →                  |
| Zeitraum | Wo. ges.                             | Interpret                            | Titel                                | Zusätzliche Informationen |
| (Zeitraum, Wochen auf Platz eins, Interpret, Titel, zusätzliche Informationen) |                                      |                                      |                                      |                           |
| 30. Dezember 2019 – 5. Januar 2020 1 Woche (insgesamt 2) | 2                                    | Leonard Cohen                        | Thanks for the Dance                 | –                         |
| 6. Januar 2020 – 12. Januar 2020 1 Woche | 1                                    | Travis Scott & Jackboys              | Jackboys                             | –                         |
| 13. Januar 2020 – 19. Januar 2020 1 Woche (insgesamt 2) | 2                                    | Harry Styles                         | Fine Line                            | –                         |
| 20. Januar 2020 – 26. Januar 2020 1 Woche | 1                                    | Selena Gomez                         | Rare                                 | –                         |
| 27. Januar 2020 – 9. Februar 2020 2 Wochen | 2                                    | Eminem                               | Music to Be Murdered By              | –                         |
| 10. Februar 2020 – 16. Februar 2020 1 Woche | 1                                    | Lil Wayne                            | Funeral                              | –                         |
| 17. Februar 2020 – 23. Februar 2020 1 Woche | 1                                    | Green Day                            | Father of All Motherfuckers          | –                         |
| 24. Februar 2020 – 1. März 2020 1 Woche | 1                                    | Justin Bieber                        | Changes                              | –                         |
| 2. März 2020 – 8. März 2020 1 Woche | 1                                    | BTS                                  | Map of the Soul : 7                  | –                         |
| 9. März 2020 – 22. März 2020 2 Wochen | 2                                    | James Taylor                         | American Standard                    | –                         |
| 23. März 2020 – 29. März 2020 1 Woche | 1                                    | 2 Frères                             | À tous les vents                     | –                         |
| 30. März 2020 – 5. April 2020 1 Woche | 1                                    | The Weeknd                           | After Hours                          | –                         |
| 6. April 2020 – 19. April 2020 2 Wochen | 2                                    | Pearl Jam                            | Gigaton                              | –                         |
| 20. April 2020 – 26. April 2020 1 Woche | 1                                    | The Strokes                          | The New Abnormal                     | –                         |
| 27. April 2020 – 3. Mai 2020 1 Woche | 1                                    | Fiona Apple                          | Fetch the Bolt Cutters               | –                         |
| 4. Mai 2020 – 10. Mai 2020 1 Woche | 1                                    | Trivium                              | What the Dead Men Say                | –                         |
| 11. Mai 2020 – 17. Mai 2020 1 Woche | 1                                    | Kenny Chesney                        | Here and Now                         | –                         |
| 18. Mai 2020 – 24. Mai 2020 1 Woche | 1                                    | Nav                                  | Good Intentions                      | –                         |
| 25. Mai 2020 – 31. Mai 2020 1 Woche | 1                                    | Jason Isbell and the 400 Unit        | Reunions                             | –                         |
| 1. Juni 2020 – 7. Juni 2020 1 Woche | 1                                    | Agust D                              | D-2                                  | –                         |
| 8. Juni 2020 – 28. Juni 2020 3 Wochen | 3                                    | Lady Gaga                            | Chromatica                           | –                         |
| 29. Juni 2020 – 5. Juli 2020 1 Woche | 1                                    | Lamb of God                          | Lamb of God                          | –                         |
| 6. Juli 2020 – 12. Juli 2020 1 Woche | 1                                    | Corb Lund                            | Agricultural Tragic                  | –                         |
| 13. Juli 2020 – 19. Juli 2020 1 Woche | 1                                    | Alexandra Stréliski                  | Inscape                              | –                         |
| 20. Juli 2020 – 26. Juli 2020 1 Woche | 1                                    | Juice Wrld                           | Legends Never Die                    | –                         |
| 27. Juli 2020 – 2. August 2020 1 Woche | 1                                    | The Chicks                           | Gaslighter                           | –                         |
| 3. August 2020 – 13. September 2020 6 Wochen | 6                                    | Taylor Swift                         | Folklore                             | –                         |
| 14. September 2020 – 20. September 2020 1 Woche | 1                                    | 6ix9ine                              | Tattletales                          | –                         |
| 21. September 2020 – 27. September 2020 1 Woche | 1                                    | Marilyn Manson                       | We Are Chaos                         | –                         |
| 28. September 2020 – 4. Oktober 2020 1 Woche | 1                                    | Alicia Keys                          | Alicia                               | –                         |
| 5. Oktober 2020 – 11. Oktober 2020 1 Woche | 1                                    | Machine Gun Kelly                    | Tickets to My Downfall               | –                         |
| 12. Oktober 2020 – 25. Oktober 2020 2 Wochen | 2                                    | Daniel Belanger                      | Travelling                           | –                         |
| 26. Oktober 2020 – 1. November 2020 1 Woche | 1                                    | Gord Downie                          | Away Is Mine                         | –                         |
| 2. November 2020 – 8. November 2020 1 Woche | 1                                    | Bruce Springsteen                    | Letter to You                        | –                         |
| 9. November 2020 – 15. November 2020 1 Woche | 1                                    | Ariana Grande                        | Positions                            | –                         |
| 16. November 2020 – 22. November 2020 1 Woche | 1                                    | Marc Hervieux                        | Nostalgia                            | –                         |
| 23. November 2020 – 29. November 2020 1 Woche (insgesamt 2) | 2                                    | AC/DC                                | Power Up                             | –                         |
| 30. November 2020 – 6. Dezember 2020 1 Woche | 1                                    | BTS                                  | Be                                   | –                         |
| 7. Dezember 2020 – 13. Dezember 2020 1 Woche (insgesamt 2) | 2                                    | AC/DC                                | Power Up                             | –                         |
| 14. Dezember 2020 – 20. Dezember 2020 1 Woche | 1                                    | Shawn Mendes                         | Wonder                               | –                         |
| 21. Dezember 2020 – 27. Dezember 2020 1 Woche (insgesamt 4) | 4                                    | Taylor Swift                         | Evermore                             | –                         |
| 28. Dezember 2020 – 3. Januar 2021 1 Woche | 1                                    | Paul McCartney                       | Paul McCartney III                   | –                         |